# Kutry torpedowe typu PT
PT Boats (PT – Patrol Torpedo) – amerykańskie kutry z okresu II wojny światowej wykorzystywane jako okręty torpedowe, patrolowe i zwalczania okrętów podwodnych. Powstało 5 różniących się od siebie pod względem konstrukcyjnym typów, produkowanych przez 3 stocznie. Najwięcej, 385 jednostek zbudowała stocznia Electric Launch Company (Elco).

## Historia
W 1938 Kongres Stanów Zjednoczonych przyznał środki na budowę małych okrętów o wyporności do 300 ton. Większość środków postanowiono przeznaczyć na opracowanie nowych kutrów torpedowych. We wrześniu 1938 ogłoszono konkurs na opracowanie nowych kutrów, w wyniku którego w maju 1939 wybrano 3 stocznie, które miały zbudować po dwie jednostki prototypowe noszące oznaczenia od PT-1 do PT-6. Dodatkowo Biuro Konstrukcyjne Marynarki opracowało dwa własne prototypy które otrzymały oznaczenia PT-7 i PT-8. Z powodu trudności na jakie natrafiono przy pracach nad nowymi okrętami, postanowiono zakupić licencję kutrów torpedowych za granicą. 1 czerwca 1939 wiceprezes Elco zakupił od brytyjskiej firmy British Power Boat dokumentację, a także jednostkę prototypową nowego kutra torpedowego. Okręt wszedł w skład United States Navy pod oznaczeniem PT-9. 7 grudnia 1939 został podpisany z firmą Elco kontrakt na budowę 22 nowych kutrów które od pierwszej jednostki serii znane były jako typ PT-10. Na początku 1941 Elco opracowało powiększoną i lepiej uzbrojoną wersję kutra oznaczoną jako typ PT-20, której zbudowano 20 jednostek. W marcu 1941 dwie stocznie Higgins Industries i Huckins Yacht Corporation wniosły protest przeciwko monopolizowaniu dostaw przez tylko jednego producenta. W związku z tym rozpisano nowy konkurs, w wyniku którego dowództwo US Navy zdecydowało się przyjąć na uzbrojenie także kutry produkowane przez protestujące firmy. Dodatkowo Elco otrzymało kontrakt na 25 nowych kutrów typu PT-20. Na początku 1942 Elco opracował nowy powiększony typ kutrów, który od pierwszej jednostki serii otrzymał oznaczenie PT-103. Do końca wojny zbudowano 326 jednostek tego typu.

## Wersje
- Prototypy
  - PT-1, PT-2 – zbudowane przez stocznię Miami Shipbuilding Co.
  - PT-3, PT-4 – zbudowane przez stocznię Fisher Boat Works
  - PT-5, PT-6 – zbudowane przez stocznię Higgins Industries Inc
  - PT-7, PT-8 – zaprojektowane przez Biuro Konstrukcyjne Marynarki, zbudowane przez Stocznię Marynarki Wojennej w Filadelfii
  - PT-9 – zaprojektowany i zbudowany w brytyjskiej stoczni British Power Boat
- Electric Launch Company
  - PT-10 – wersja licencyjna brytyjskiej konstrukcji, zbudowano 22 jednostki
  - PT-20 – ulepszona i powiększona wersja PT-10, zbudowano 49 jednostek
  - PT-103 – nowa konstrukcja, większa, cięższa i silniej uzbrojona od PT-20, zbudowano 326 jednostek
- Higgins – zbudowano 199 jednostek
- Huckins – zbudowano 18 jednostek wykorzystywanych w jednostkach obrony terytorialnej, nie wzięły udziału w walkach